# Takta
A Takta egy patak/csatorna az Alföld északi peremén Miskolctól keletre. A Zempléni-hegység déli részén ered Csobajnál, alig 6 km-re a Tiszától. Szerencsnél veszi fel a Zempléni-hegység nyugati oldalán eredő, azon hosszan végigfutó Szerencs-patakot, majd innen délre, délnyugat felé veszi az irányt. Tiszalúcnál összeköttetése van a Holt-Tiszával, viszont Kesznyéten felé, csatornázott mederben továbbfolyik, hogy a Sajóba torkolljon. A Takta, a Sajó és a Tisza által határolt, többnyire homokos, csekély emelkedésű földhát a Taktaköz.
Legjelentősebb mellékágai: a Szerencs-patak, a Gilip-patak, a Harangod-ér, a Boldogkőváraljai-patak, Aranyos-patak, a Fennsíki-csatorna és a Mádi-patak.
A Takta bal partján Taktaharkánynál egy társulati üzemeltetésű, a Bazsi-pusztai szivattyútelep 
található, mely a Tiszalúci-övcsatorna vizét emeli át a Taktába.
Talán török eredetű; tokát ’völgy lapályának az a helye, ahol a jószágot tartják, istálló’